# Rue Sparks
Pour les articles homonymes, voir Sparks.

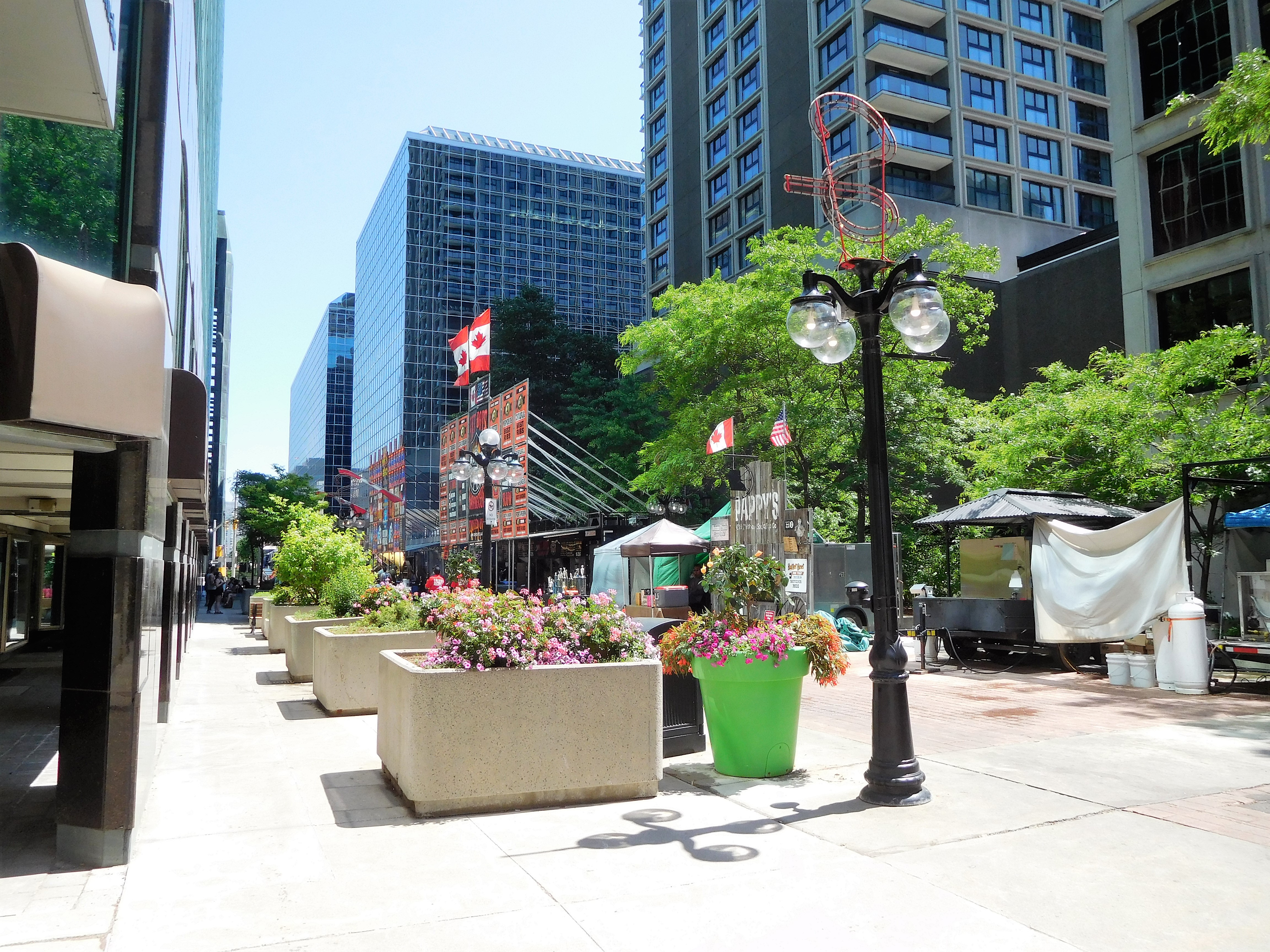
La rue Sparks en juin 2019.

La rue Sparks est une rue piétonne à Ottawa, Ontario, Canada. C'était une rue principale d'Ottawa qui est convertie en rue piétonne extérieure en 1967, le premier mail piétonnier permanent en Amérique du Nord,.